# روز جوتمولر
روز جوتمولر (بالإنجليزية: Rose Gottemoeller) (و. 1953 – م) هي من الولايات المتحدة الأمريكية ولدت في كولومبوس، أوهايو.

## التعليم
تعلمت في جامعة جورج واشنطن.